# Aleksander Swadkowski
Aleksander Swadkowski, ros. Александр Свадковский (ur. 1908 w m. Swadkowice w Rosji) – Białorusin polskiego pochodzenia, pułkownik Armii Czerwonej, pułkownik ludowego Wojska Polskiego w l. 1944 – 1946.

## Życiorys
Wywodził się z rodziny ziemiańskiej z Wołynia. Ukończył Oficerską Szkołę Inżynieryjna w Leningradzie w 1933 r. Służył na stanowiskach dowódczych w pododdziałach saperów. Wybuch wojny niemiecko-sowieckiej zastał go na drugim roku studiów w Wojskowej Akademii Inżynieryjnej. Z akademii został skierowany na front. Walczył w jednostkach Frontu Zachodniego m.in. na stanowiskach: szefa saperów dywizji piechoty, szefa sztabu brygady saperów, szefa sztabu wojsk inżynieryjnych armii i dowódcy 37 Brygady Saperów. 
Jesienią 1944 roku, jako oficer znający język polski, został odkomenderowany do Wojska Polskiego, w stopniu pułkownika, na stanowisko dowódcy 4 Brygady Saperów. Dowodził brygadą w czasie rozminowywania Warszawy, zimą 1945 roku, a następnie z brygadą walczył na szlaku bojowym 2 Armii Wojska Polskiego w tym w forsowaniu Nysy Łużyckiej i w walkach pod Budziszynem. W rozmowach z Polakami podkreślał swoją polskość. 
Po wojnie wniósł duże zasługi w rozminowaniu Dolnego Śląska i ziem południowo-wschodniej Polski. W 1946 roku powrócił do Armii Czerwonej.